# Białokoszyce
Białokoszyce – wieś sołecka w Polsce położona w województwie wielkopolskim, w powiecie międzychodzkim, w gminie Chrzypsko Wielkie.
Białokoszyce są położone nad południową częścią jeziora Białokoskiego, w otoczeniu lasów i pól uprawnych.
Na terenie wsi, do którego należy ok. 150 ha pól uprawnych, znajduje się 10 gospodarstw. Strukturę ludności stanowi 41 osób.
W okresie Wielkiego Księstwa Poznańskiego (1815-1848) miejscowość wzmiankowana jako Białokosz Olendry należała do wsi mniejszych w ówczesnym pruskim powiecie Międzyrzecz w rejencji poznańskiej. Białokosz Olendry należał do okręgu kwileckiego tego powiatu i stanowił część majątku Białokosz, którego właścicielem był wówczas Massenbach. Według spisu urzędowego z 1837 roku wieś liczyła 88 mieszkańców, którzy zamieszkiwali 12 dymów (domostw).
W latach 1975–1998 miejscowość administracyjnie należała do województwa poznańskiego.